# Broughty Castle

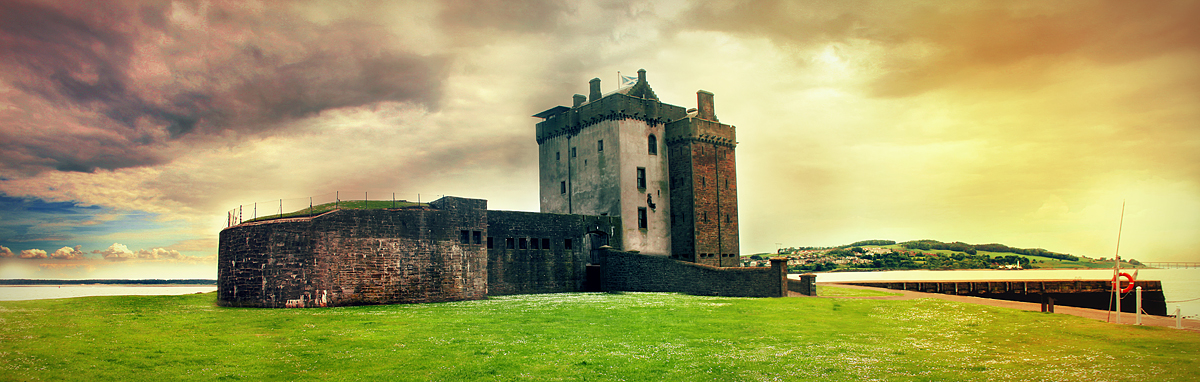
Broughty Castle

Broughty Castle ist eine Burg an den Ufern des Firth of Tay in Broughty Ferry in der schottischen Council Area Dundee. Die Burg gilt als Scheduled Monument.

## Geschichte

### Bau
Bereits 1454 erhielt George Douglas, 4. Earl of Angus, die königliche Erlaubnis, an dieser Stelle eine Festung zu bauen. Sein Sohn, Archibald Douglas, 5. Earl of Angus, wurde gezwungen, diese Burg der Krone zu überlassen. Andrew Gray, 2. Lord Gray, erhielt die Burg 1490. Er ließ 1495 den Wohnturm errichten, der das Zentrum der heutigen, viergeschossigen Burg bildet.

### Rough Wooing
Im 16. Jahrhundert war die Burg während des Rough Wooing in Kämpfe verwickelt. Nach der Schlacht bei Pinkie Cleugh im September 1547 wurde sie von ihrem damaligen Besitzer, Patrick Gray, 4. Lord Gray, an die Engländer verkauft. Der Gesandte von der Burg, Ninian Cockburn, der mit dem englischen Oberkommandierenden Edward Seymour, 1. Duke of Somerset, sprach, erhielt eine Belohnung von 4 £. Der schottische Burgwart, Henry Durhan, erhielt eine englische Pension, das Einkommen der Fischerei und eine Import-/Exportlizenz. Durham lieh dem englischen Kommandeur später 138 £. Der Geschichtswissenschaftler und Schriftsteller Somersets, ‘’William Patten’’, legte die strategische Bedeutung der Burg nieder:

„(...) sie steht in solcher Art an der Mündung des Tay, dass derjenige, der sie besitzt, sowohl Dundee als auch St John’s Town (Perth) und viele andere Städte beherrscht oder ihre Nutzung des Flusses erzwingen kann.“

Die Lage der alten Burg selbst war für die moderne Kriegskunst schwierig, da man entdeckte, dass die schnelle Strömung des Flusses Beschuss vom Fluss aus unmöglich machte. Bald nachdem sie die Burg in Besitz genommen hatte, befestigte die englische Garnison Broughty Castle durch den Bau von Gräben auf der Landseite. Edward Clinton, 1. Earl of Lincoln, begann mit der Befestigung nach Beratung durch einen italienischen Festungsingenieur, Maestro Giovanni Rosetti,  und hinterließ 100 Mann und drei Schiffe als Bewachung. Die Garnison wurde zuerst von Sir Andrew Dudley, den Bruder des Duke of Northumberland, geführt, der hoffte, die Tyndale-Bibel in Dundee zu verbreiten.
Andrew Dudley schrieb im Oktober 1547, dass „niemals ein Mann solch eine schwache Gruppe von Soldaten, ergeben dem Trunk, der Völlerei und der Faulheit, hatte“, wenn auch „das Haus gut bestellt war“. Die Stadt Dundee erklärte sich am 27. Oktober 1547 damit einverstanden, die Garnison zu unterstützen und dem Regenten von Schottland, James Hamilton, 2. Earl of Arran, zu widerstehen. Der Konstabler von Dundee, John Scrimgeour, die Baileys und der Stadtrat unterzeichnet die Vereinbarung, wenn auch nur unter der Nötigung von Dudleys beiden Kanonenbooten.
Der Earl of Argyll versuchte am 22. November 1547 und nochmals im Januar 1548, die Burg mit 150 Mann unter der Führung des Soldaten Duncan Dundas einzunehmen, aber ohne Erfolg. Thomas Wyndham brachte im Dezember 1547 zwei weitere Schiffe und brannte Balmerino Abbey am Weihnachtstag nieder. Am 12. Januar 1548 wurden von Berwick-upon-Tweed 100 Luntenschlossgewehre mit Pulverflaschen, Zündern, Pfannen und Geschossformen geliefert.

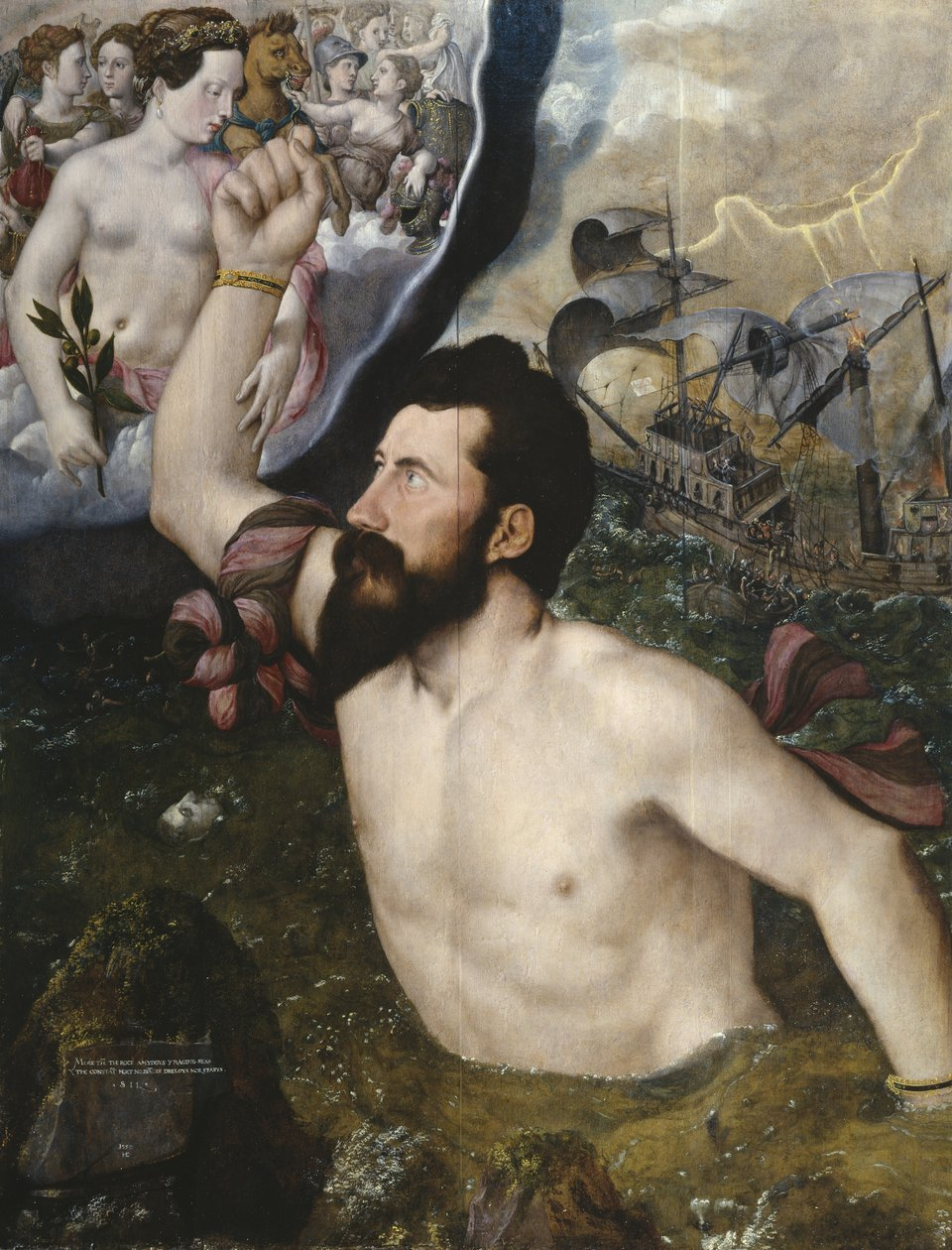
Porträt des Soldaten John Luttrell von Hans Eworth 1550.

Andrew Dudley folgte John Luttrell nach, der vorher Kommandeur von Inchcolm gewesen war. Am 11. Mai 1548 schrieb der englische Kommandeur von Haddington, William Grey, 13. Baron Grey de Wilton, an Luttrell, dass er wegen der erwarteten französischen Flotte keinen weiteren Nachschub erwarten könne. Baron Grey de Wilton warnte ihn im Juni vor schottischen Attentätern und der Duke of Somerset forderte ihn auf, die deutschen Söldner unter seinem Kommando zu entlassen. Eine gewisse Entlastung für Luttrell war, dass Lord Methven am 6. Juni 1548 die Gewehre der schottischen Konterbatterie für den Einsatz bei der Belagerung von Haddington abzog.
Inzwischen wurde Luttrell beauftragt, eine neue Festung auf einem angrenzenden Gelände bauen zu lassen. Im November schrieb er an den Duke of Somerset, beschrieb ihm die Fortschritte dieser Arbeiten und erklärte, dass die Ringmauern aus Grassoden nicht stabil waren und auch nicht verstärkt werden konnten. Luttrell schrieb, dass seine Feinde keine Gewehre bräuchten, „weil sie sie schon fertig eingefallen vorfinden werden“. Im Dezember 1548 wurde Patrick Gray, Lord Gray of Foulis, wegen Hochverrats gegen die Regierung von Schottland angeklagt und auch die französischen Kommandeure stimmten für seine Hinrichtung. Aber er wurde schließlich auf Betreiben des Regent Arran begnadigt.
Die Aktivitäten von Thomas Wyndham und seines Neffen Luttrell auf dem Firth of Forth wurden im November 1549 in Zweifel gezogen und der Earl of Rutland wurde beauftragt, zu untersuchen, ob eines der Schiffe, die sie eingenommen hatten, ein gerechter Preis gewesen sei. Am Weihnachtstag 1549 hielt Marie de Guise auf Stirling Castle mit ihren Gästen eine Konferenz ab und sie beschlossen, dass mehr französische Kanonen zur Belagerung von Broughty Castle herangeschafft werden sollten. Zwölf englische Schiffe wurden zur Unterstützung der Verteidiger geschickt und erst am 12. Februar 1550 schafften es die Schotten und die Franzosen, Broughty Castle zurückzuerobern. Marie de Guise beobachtete den erfolgreichen Angriff am Mittwoch, den 6. Februar 1550, von einem Aussichtspunkt auf der anderen Seite des Tay aus. Paul de Thermes führte die französischen Truppen an, 240 Mann wurden verwundet und 50 Mann fielen. Die Garnison ergab sich sechs Tage später um Mitternacht. James Dog von Dunrobin beanspruchte Luttrell als seinen Gefangenen und seine Papiere wurden erbeutet. Sein Lösegeld in Höhe von 1000 £ (schottisch) wurde am 16. Mai 1550 im Austausch gegen die Söhne von George Douglas aus Pittendreich und den Master of Semple aufgebracht, die Gefangene in England waren. Luttrell wurde sofort erneut verhaftet, weil er Schulden bei einem Kaufmann aus Dundee, Robert Craig, hatte, aber Regent Arran beglich die Schulden im September und Luttrell konnte nach Hause gehen.

### Kriege der Drei Königreiche
1651 wurde die Burg erneut angegriffen, und zwar von General Monck und seiner parlamentaristischen Armee in den Kriegen der Drei Königreiche. Bei dieser Gelegenheit flohen die royalistischen Verteidiger ohne Kampf. Nach 1666 verkaufte die Familie Gray die Burg und sie verfiel langsam. 

### Militärischer und moderner Gebrauch
1846 kaufte die Edinburgh and Northern Railway Company die Burg, um anschließend daran einen Hafen für ihre Eisenbahnfähre zu bauen. 1855 erwarb die War Office die Burg mit der Absicht, den Hafen gegen einen Angriff der Russen zu verteidigen. Im Jahre 1860 führten erneute Befürchtungen von einer französischen Invasion zur Reparatur und Wiederbefestigung des Anwesens durch die War Office. Die Arbeiten wurden nach Plänen von Robert Rowand Anderson durchgeführt. Die Mauern und der Haupthof wurden erneuert und ein neuer Flügel mit Hof wurden an den Turm angebaut. Eine Kaponniere wurde an der Südostseite des Hofes hinzugefügt. Auch wurden Basen für neun große Kanonen gebaut. Und an der Westseite des Hofes wurde eine kleine Einfriedung erstellt.

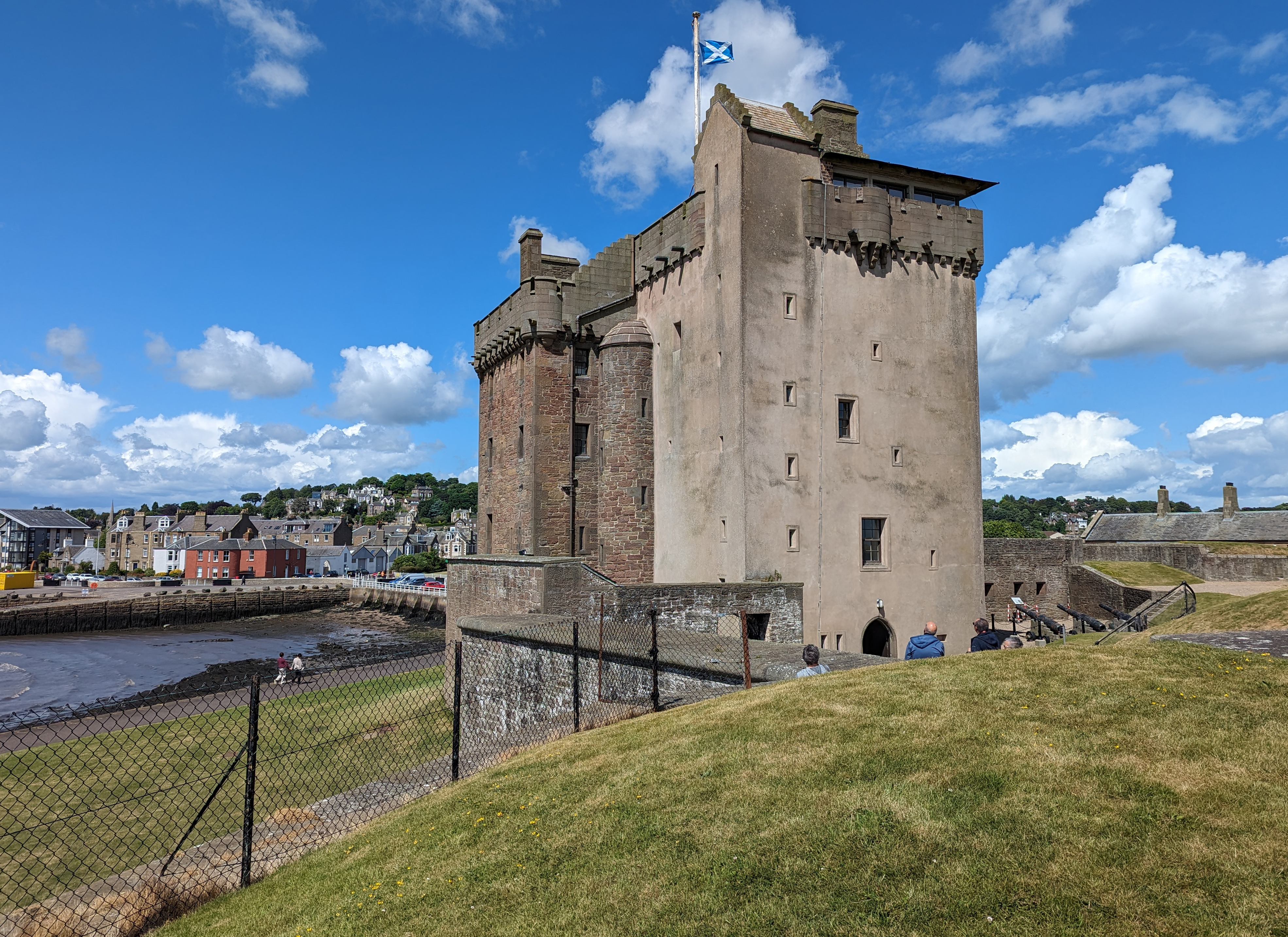
Broughty Castle

Von 1886 bis 1887 entstand östlich der Burg eine Gebäudeflucht zur Aufnahme von Unterwasserminenlegern. Im Notfall sollten diese Seeminen im Ästuar des Tay auslegen, um feindliche Schiffe zu beschädigen. In den Jahren 1889–1891 wurde ein Magazin in der westlichen Einfriedung errichtet, was auch zu einem größeren Umbau der Geschützstände führte. Die Burg blieb bis 1932 in militärischem Gebrauch und dann erneut zwischen 1939 und 1949. Die letzte Änderung in Zusammenhang mit der Verteidigung wurde im Zweiten Weltkrieg durchgeführt: Ein Verteidigungsposten wurde oben auf dem Hauptturm installiert.
1969 wurde die Burg als Museum für die Öffentlichkeit zugänglich gemacht und wird von der Stadtverwaltung von Dundee betrieben.